# Bruce Harlan
Bruce Ira Harlan (Lansdowne, 2 gennaio 1926 – Norwalk, 22 giugno 1959) è stato un tuffatore statunitense.

## Palmarès
Olimpiadi
- 2 medaglie:
  - 1 oro (trampolino 3 metri a Londra 1948)
  - 1 argento (piattaforma 10 metri a Londra 1948).